# Чемпионат мира по шоссейным велогонкам 2021 — командная гонка (смешанная эстафета)
Смешанная эстафетная командная гонка на время с раздельным стартом на чемпионате мира по шоссейному велоспорту 2021 года прошла 22 сентября в бельгийском регионе Фландрия. Чемпионами мира стала сборная Германии, в составе которой последнюю гонку в своей карьере провёл немецкий велогонщик Тони Мартина.

## Участники
Участие в гонке приняло всего 13 команд. Каждая команда состояла из 6 человек: 3-х мужчин и 3-х женщин. 12 команд представляли свои национальные сборные. Ещё одна команда была составлена из представителей шести стран на основе World Cycling Centre (Всемирного центра велоспорта).
| Национальные сборные (12)- Нидерланды - Италия - Германия - Дания - Бельгия - Франция - Швейцария - Великобритания - США - Австрия - Польша - Испания Любительская, клубная или региональная команда- World Cycling Centre |
| |

## Маршрут
Маршрут гонки был проложен в Западной Фландрии. Старт мужского этапа протяжённостью 22,5 км располагался в Кнокке-Хейсте на пляже Северного море, вдоль побережья которого предстояло проехать 1,5 км. Далее трасса пройдя через центр города, шла вглубь страны проходя через Весткапелле и Дудзеле до исторической его части Брюгге, где на самой большой его площади происходила передача эстафеты. Женский этап протяжённость 22 км из Брюгге следовал вдоль канала Дамме до Дамме где пересекал канал, затем до Дудзеле и далее по мужской части этапа возвращался на место своего старта в Брюгге, где располагался финиш всей гонки.
Общая протяженность маршрута составила 44,5 километра.

## Ход гонки
Гонка проходила в формате командной гонке с раздельным стартом в виде эстафеты. Сначала на этап протяжённостью 22,5 км со стартовой рампы стартовала мужская тройка команды. После преодоления своей дистанции в момент пересечения вторым гонщиком команды финишной линии со стартовой рампы на свой этап протяжённостью 22км отправлялась женская тройка команды. В момент преодоления второй гонщицей финишной линии засекалось итоговое время всей команды.

## Результаты
| \| Генеральная классификация \| Генеральная классификация \| Генеральная классификация \| Генеральная классификация \| Генеральная классификация \| Генеральная классификация \| \| Команда \| Команда \| Время \| Отставание \| Скорость \| \| \| ------------------------- \| ------------------------- \| ------------------------- \| ------------------------- \| ------------------------- \| ------------------------- \| \| 1-й \| Германия \| 50' 49 \| \| \| \| \| 2-й \| Нидерланды \| \| + 13 \| \| \| \| 3-й \| Италия \| \| + 38 \| \| \| \| 4-й \| Швейцария \| \| + 38 \| \| \| \| 5-й \| Великобритания \| \| + 55 \| \| \| \| 6-й \| Дания \| \| + 1' 16 \| \| \| \| 7-й \| Бельгия \| \| + 1' 21 \| \| \| \| 8-й \| США \| \| + 2' 10 \| \| \| \| 9-й \| Франция \| \| + 2' 52 \| \| \| \| 10-й \| Польша \| \| + 3' 23 \| \| \| \| 11-й \| Испания \| \| + 4' 06 \| \| \| \| 12-й \| Австрия \| \| + 4' 33 \| \| \| \| 13-й \| World Cycling Centre \| \| + 6' 29 \| \| \| |                      |        |            |          |
| |                      |        |            |          |
| Источник: ProCyclingStats |                      |        |            |          |
| Генеральная классификация |                      |        |            |          |
| Команда | Команда              | Время  | Отставание | Скорость |
| 1-й | Германия             | 50' 49 |            |          |
| 2-й | Нидерланды           |        | + 13       |          |
| 3-й | Италия               |        | + 38       |          |
| 4-й | Швейцария            |        | + 38       |          |
| 5-й | Великобритания       |        | + 55       |          |
| 6-й | Дания                |        | + 1' 16    |          |
| 7-й | Бельгия              |        | + 1' 21    |          |
| 8-й | США                  |        | + 2' 10    |          |
| 9-й | Франция              |        | + 2' 52    |          |
| 10-й | Польша               |        | + 3' 23    |          |
| 11-й | Испания              |        | + 4' 06    |          |
| 12-й | Австрия              |        | + 4' 33    |          |
| 13-й | World Cycling Centre |        | + 6' 29    |          |